# Mysselhøj
Mysselhøj, en gravhøj fra oldtiden, beliggende ca. 1 km vest for Gammel Lejre ved Roskilde.
Højen er ikke udgravet.
Mysselhøj i Slots- og Kulturstyrelsens database
55°36′59″N 11°57′31″Ø / 55.6163°N 11.9585°Ø